# Persone di nome Kurt
| Questa pagina contiene informazioni ricavate automaticamente dalle voci biografiche con l'ausilio del template Bio e di un bot. L'aggiornamento è periodico e automatico e ricostruisce completamente la pagina. Se manca una persona in questa lista, sei pregato di non aggiungerla, ma accertati piuttosto che la sua voce biografica contenga il template Bio e che i dati anagrafici siano correttamente compilati. Se il template Bio manca, inseriscilo tu stesso o, in alternativa, metti l'avviso {{tmp\|Bio}} che ne segnala la mancanza. Se i dati riportati sono sbagliati, correggi direttamente la voce biografica; le modifiche saranno visibili in questa lista entro pochi giorni. Per chiarimenti vedi il progetto antroponimi. La lista contiene solo le 279 persone che sono citate nell'enciclopedia e per le quali è stato implementato correttamente il template Bio. Pagina aggiornata al 6 ago 2025. |

Questa è una lista di persone presenti nell'enciclopedia che hanno il nome Kurt, suddivise per attività principale.

## Allenatori di calcio(11)
- Kurt Baluses, allenatore di calcio e calciatore tedesco occidentale (Allenstein, n. 1914 - Ludwigsburg, † 1972)
- Kurt Garger, allenatore di calcio, dirigente sportivo e ex calciatore austriaco (Strem, n. 1960)
- Peter Gerhardsson, allenatore di calcio e ex calciatore svedese (Uppsala, n. 1959)
- Kurt Hector, allenatore di calcio dominicense (La Plaine, n. 1972 - Pond Casse, † 2013)
- Kurt Jara, allenatore di calcio e ex calciatore austriaco (Innsbruck, n. 1950)
- Benny Lennartsson, allenatore di calcio e ex calciatore svedese (Örebro, n. 1942)
- Kurt Mørkøre, allenatore di calcio e ex calciatore faroese (Klaksvík, n. 1969)
- Kurt Müller, allenatore di calcio e ex calciatore svizzero (Lucerna, n. 1948)
- Kurt Russ, allenatore di calcio e ex calciatore austriaco (Langenwang, n. 1964)
- Lennart Söderberg, allenatore di calcio e calciatore svedese (Torpshammar, n. 1941 - Västerås, † 2022)
- Kurt Sommerlatt, allenatore di calcio e calciatore tedesco (Karlsruhe, n. 1928 - † 2019)

## Allenatori di pallacanestro(1)
- Kurt Lauterbach, allenatore di pallacanestro e dirigente sportivo tedesco (Schnett, n. 1921 - † 2010)

## Alpinisti(2)
- Kurt Albert, alpinista e arrampicatore tedesco (Norimberga, n. 1954 - Erlangen, † 2010)
- Kurt Diemberger, alpinista austriaco (Villach, n. 1932)

## Altisti(1)
- Kurt Lundqvist, altista svedese (n. 1914 - † 1976)

## Ammiragli(1)
- Kurt Caesar Hoffmann, ammiraglio tedesco (Kiel, n. 1895 - Mölln, † 1988)

## Antifascisti(1)
- Kurt Huber, antifascista tedesco (Coira, n. 1893 - Monaco di Baviera, † 1943)

## Arbitri di calcio(2)
- Kurt Röthlisberger, ex arbitro di calcio svizzero (Suhr, n. 1951)
- Kurt Tschenscher, arbitro di calcio tedesco (Hindenburg, n. 1928 - Schwetzingen, † 2014)

## Archeologi(1)
- Kurt Bittel, archeologo tedesco (Heidenheim an der Brenz, n. 1907 - Heidenheim an der Brenz, † 1991)

## Artisti(1)
- Kurt Schwitters, artista tedesco (Hannover, n. 1887 - Kendal, † 1948)

## Astronomi(1)
- Kurt Birkle, astronomo tedesco (n. 1939 - † 2010)

## Atleti paralimpici(1)
- Kurt Fearnley, atleta paralimpico australiano (Cowra, n. 1981)

## Attori(13)
- Kurt Fuller, attore statunitense (San Francisco, n. 1953)
- Kurt Gerron, attore, regista e cantante tedesco (Berlino, n. 1897 - Auschwitz, † 1944)
- Kurt Kasznar, attore austriaco (Vienna, n. 1913 - Santa Monica, † 1979)
- Kurt Katch, attore polacco (Hrodna, n. 1893 - Los Angeles, † 1958)
- Kurt Kreuger, attore tedesco (Michendorf, n. 1916 - Los Angeles, † 2006)
- Kurt Lilien, attore tedesco (Berlino, n. 1882 - Campo di sterminio di Sobibór, † 1943)
- Kurt McKinney, attore statunitense (Louisville, n. 1962)
- Kurt Meisel, attore e regista austriaco (Vienna, n. 1912 - Vienna, † 1994)
- Kurt Middendorf, attore tedesco (Barmen, n. 1886)
- Kurt Peterson, attore, cantante e produttore teatrale statunitense (Stevens Point, n. 1948)
- Kurt Raab, attore, sceneggiatore e drammaturgo tedesco (Kašperské Hory, n. 1941 - Amburgo, † 1988)
- Kurt Russell, attore statunitense (Springfield, n. 1951)
- Kurt von Ruffin, attore tedesco (Monaco di Baviera, n. 1901 - Berlino, † 1996)

## Aviatori(4)
- Kurt Gruber, aviatore austro-ungarico (Linz, n. 1896 - Primolano, † 1918)
- Kurt Nachod, aviatore austro-ungarico (Brno, n. 1890 - Italia, † 1918)
- Kurt Wintgens, aviatore e ufficiale tedesco (Neustadt in Oberschlesien, n. 1894 - Villers-Carbonnel, † 1916)
- Kurt Wolff, aviatore tedesco (Greifswald, n. 1895 - cielo di Moorslede, † 1917)

## Avvocati(1)
- Kurt Christmann, avvocato tedesco (Monaco di Baviera, n. 1907 - Monaco di Baviera, † 1987)

## Baritoni(1)
- Kurt Ollmann, baritono statunitense (Racine, n. 1957)

## Bassi(3)
- Kurt Böhme, basso tedesco (Dresda, n. 1908 - Monaco di Baviera, † 1989)
- Kurt Moll, basso tedesco (Kerpen, n. 1938 - Colonia, † 2017)
- Kurt Rydl, basso austriaco (Vienna, n. 1947)

## Bobbisti(2)
- Kurt Meier, bobbista svizzero (n. 1962)
- Kurt Poletti, bobbista svizzero (Zugo, n. 1960)

## Botanici(1)
- Kurt Sprengel, botanico tedesco (Boldekow, n. 1766 - Halle, † 1833)

## Calciatori(39)
- Kurt Andersson, ex calciatore e ex hockeista su ghiaccio svedese (Gällivare, n. 1939)
- Kurt Armbruster, calciatore svizzero (n. 1934 - † 2019)
- Kurt Axelsson, calciatore svedese (Rännberg, n. 1941 - † 1984)
- Kurt Bernard, ex calciatore costaricano (Limón, n. 1977)
- Kurt Borkenhagen, calciatore tedesco (Düsseldorf, n. 1919 - Düsseldorf, † 2012)
- Kurt Christensen, calciatore danese (Odense, n. 1937 - † 2022)
- Kurt Clemens, calciatore tedesco (Homburg, n. 1925 - † 2021)
- Kurt Diemer, calciatore tedesco (Berlino, n. 1893 - † 1953)
- Kurt Ehrmann, calciatore tedesco (Karlsruhe, n. 1922 - Karlsruhe, † 2013)
- Kurt Frederick, calciatore santaluciano (n. 1991)
- Kurt Hamrin, calciatore e allenatore di calcio svedese (Stoccolma, n. 1934 - Firenze, † 2024)
- Kurt Jørgensen, ex calciatore e ex giocatore di calcio a 5 danese (n. 1959)
- Kurt Krüger, calciatore tedesco (Düsseldorf, n. 1920 - † 2003)
- Kurt Langenbein, calciatore tedesco (n. 1910 - † 1978)
- Kurt Leuenberger, calciatore svizzero (n. 1933 - † 2000)
- Kurt Liebrecht, calciatore tedesco orientale (Stendal, n. 1936 - † 2022)
- Kurt Lies, calciatore e dirigente sportivo svizzero
- Kurt Linder, calciatore e allenatore di calcio tedesco (Neureut, n. 1933 - Gümligen, † 2022)
- Kurt Meißner, calciatore tedesco (Halle, n. 1897 - † 1973)
- Kurt Morsink, ex calciatore costaricano (Orlando, n. 1984)
- Kurt Niedermayer, ex calciatore tedesco (Reilingen, n. 1955)
- Kurt Nogan, ex calciatore gallese (Cardiff, n. 1970)
- Kurt Pichler, calciatore tedesco (Berlino, n. 1898 - Basilea, † 1947)
- Kurt Pinkall, ex calciatore tedesco (Brockel, n. 1955)
- Kurt Rey, calciatore svizzero (n. 1923)
- Kurt Schmied, calciatore austriaco (Vienna, n. 1926 - Vienna, † 2007)
- Kurt Shaw, calciatore maltese (Pietà, n. 1999)
- Kurt Stettler, calciatore svizzero (Stettlen, n. 1932 - Zurigo, † 2020)
- Kurt Stössel, calciatore tedesco (Amburgo, n. 1907 - † 1978)
- Kurt Svanström, calciatore svedese (Göteborg, n. 1915 - Säffle, † 1996)
- Kurt Svensson, calciatore svedese (n. 1927 - † 2016)
- Kurt Tunheim, ex calciatore norvegese (Salangen, n. 1950)
- Kurt Voß, calciatore tedesco (Kiel, n. 1900 - Kiel, † 1978)
- Kurt Weckström, calciatore finlandese (Helsinki, n. 1911 - † 1983)
- Kurt Welsch, calciatore tedesco (Neunkirchen, n. 1917 - † 1981)
- Kurt Welzl, ex calciatore austriaco (Vienna, n. 1954)
- Kurt Zapf, calciatore tedesco orientale (Plauen, n. 1929 - † 2010)
- Kurt Zaro, calciatore e allenatore di calcio tedesco (Essen, n. 1929 - † 2001)
- Kurt Zouma, calciatore francese (Lione, n. 1994)

## Canoisti(2)
- Kurt Kuschela, canoista tedesco (Berlino, n. 1988)
- Kurt Wires, canoista finlandese (Helsinki, n. 1919 - Espoo, † 1992)

## Canottieri(3)
- Kurt Helmudt, canottiere danese (Copenaghen, n. 1943 - † 2018)
- Kurt Moeschter, canottiere tedesco (n. 1903 - † 1959)
- Kurt Runge, canottiere tedesco (Brandenburg an der Havel, n. 1887 - Berlino Ovest, † 1959)

## Cantanti(5)
- Kurt Calleja, cantante maltese (Ħamrun, n. 1989)
- Kurt Elling, cantante statunitense (Chicago, n. 1967)
- Kurt Elsasser, cantante e musicista austriaco (Wagna, n. 1967)
- Kurt Nilsen, cantante norvegese (Bergen, n. 1978)
- Kurt Yaghjian, cantante e attore statunitense (Detroit, n. 1951)

## Cantautori(2)
- Kurt Cobain, cantautore e chitarrista statunitense (Aberdeen, n. 1967 - Seattle, † 1994)
- Kurt Vile, cantautore, chitarrista e produttore discografico statunitense (Filadelfia, n. 1980)

## Cardinali(1)
- Kurt Koch, cardinale e arcivescovo cattolico svizzero (Emmenbrücke, n. 1950)

## Cavalieri(3)
- Gustaf Dyrsch, cavaliere svedese (Stoccolma, n. 1890 - Sollentuna, † 1974)
- Kurt Hasse, cavaliere tedesco (Magonza, n. 1907 - Fronte orientale, † 1944)
- Kurt Jarasinski, cavaliere tedesco (Elpersbüttel, n. 1938 - Langerwehe, † 2005)

## Cestisti(7)
- Kurt Bachmann, cestista filippino (Iloilo, n. 1936 - Manila, † 2014)
- Kurt Cassar, cestista maltese (Pietà, n. 1999)
- Kurt Looby, ex cestista antiguo-barbudano (Saint John's, n. 1984)
- Kurt Nimphius, ex cestista statunitense (Milwaukee, n. 1958)
- Kurt Oleska, cestista tedesco (Eisfeld, n. 1914 - Russia, † 1945)
- Kurt Siebenhaar, cestista e allenatore di pallacanestro tedesco (n. 1928 - Keltern, † 2009)
- Kurt Thomas, ex cestista e allenatore di pallacanestro statunitense (Dallas, n. 1972)

## Chimici(2)
- Kurt Alder, chimico tedesco (Königshütte, n. 1902 - Colonia, † 1958)
- Kurt Wüthrich, chimico e biofisico svizzero (Aarberg, n. 1938)

## Chitarristi(2)
- Kurt Rosenwinkel, chitarrista e compositore statunitense (Filadelfia, n. 1970)
- Kurt Winter, chitarrista e compositore canadese (Winnipeg, n. 1946 - Winnipeg, † 1997)

## Ciclisti su strada(5)
- Kurt Gimmi, ciclista su strada e pistard svizzero (Zurigo, n. 1936 - Zurigo, † 2003)
- Kurt Hovelijnck, ex ciclista su strada belga (Eeklo, n. 1981)
- Kurt Ott, ciclista su strada svizzero (Zurigo, n. 1912 - † 2001)
- Kurt Stöpel, ciclista su strada tedesco (Berlino, n. 1908 - Berlino, † 1997)
- Kurt Van Landeghem, ex ciclista su strada belga (Sint-Gillis-Waas, n. 1972)

## Compositori(2)
- Kurt Atterberg, compositore, direttore d'orchestra e critico musicale svedese (Göteborg, n. 1887 - Stoccolma, † 1974)
- Kurt Weill, compositore e musicista tedesco (Dessau, n. 1900 - New York, † 1950)

## Danzatori(1)
- Kurt Jooss, ballerino e coreografo tedesco (Wasseralfingen, n. 1901 - Heilbronn, † 1979)

## Direttori d'orchestra(4)
- Kurt Herbert Adler, direttore d'orchestra austriaco (Vienna, n. 1905 - San Francisco, † 1988)
- Kurt Adler, direttore d'orchestra, direttore di coro e pianista austriaco (Jindřichův Hradec, n. 1907 - Butler, † 1977)
- Kurt Masur, direttore d'orchestra tedesco (Brzeg, n. 1927 - Greenwich, † 2015)
- Kurt Sanderling, direttore d'orchestra tedesco (Arys, n. 1912 - Berlino, † 2011)

## Dirigenti sportivi(3)
- Kurt Asle Arvesen, dirigente sportivo e ex ciclista su strada norvegese (Molde, n. 1975)
- Kurt Huggler, dirigente sportivo e ex sciatore alpino svizzero (n. 1945)
- Kurt Van De Wouwer, dirigente sportivo e ex ciclista su strada belga (Herentals, n. 1971)

## Economisti(1)
- Kurt Schmitt, economista e politico tedesco (Heidelberg, n. 1886 - Heidelberg, † 1950)

## Editori(1)
- Kurt Wolff, editore, scrittore e giornalista tedesco (Bonn, n. 1887 - Ludwigsburg, † 1963)

## Egittologi(1)
- Kurt Sethe, egittologo tedesco (Berlino, n. 1869 - Berlino, † 1934)

## Farmacologi(1)
- Kurt Donsbach, farmacologo statunitense (Whitefish, n. 1935 - † 2021)

## Filologi(2)
- Kurt von Fritz, filologo classico tedesco (Metz, n. 1900 - Feldafing, † 1985)
- Kurt Latte, filologo classico tedesco (Königsberg, n. 1891 - Tutzing, † 1964)

## Fisici(3)
- Kurt Binder, fisico austriaco (Korneuburg, n. 1944 - † 2022)
- Kurt Diebner, fisico tedesco (Nessa, n. 1905 - Oberhausen, † 1964)
- Kurt Symanzik, fisico tedesco (Lyck, n. 1923 - Amburgo, † 1983)

## Fumettisti(1)
- Kurt Busiek, fumettista statunitense (Boston, n. 1960)

## Generali(19)
- Kurt Brasack, generale tedesco (Schönebeck, n. 1892 - Amburgo, † 1978)
- Kurt Brennecke, generale tedesco (Ringelheim, n. 1891 - Bonn, † 1982)
- Kurt von Briesen, generale tedesco (Anklam, n. 1886 - Charkiv, † 1941)
- Kurt von der Chevallerie, generale tedesco (n. 1891 - Kołobrzeg, † 1945)
- Kurt Cuno, generale tedesco (Zweibrücken, n. 1896 - Monaco di Baviera, † 1961)
- Kurt Daluege, generale, poliziotto e criminale di guerra tedesco (Kreuzburg, n. 1897 - Praga, † 1946)
- Kurt Feldt, generale tedesco (Schmentau, n. 1887 - Berlino, † 1970)
- Kurt von Hammerstein-Equord, generale tedesco (Heinrichshagen, n. 1878 - Berlino, † 1943)
- Kurt Herzog, generale tedesco (Quedlinburg, n. 1889 - Vorkuta, † 1948)
- Kurt Meyer, generale tedesco (Jerxheim, n. 1910 - Hagen, † 1961)
- Kurt Mälzer, generale e criminale di guerra tedesco (Altenburg, n. 1894 - Werl, † 1952)
- Kurt Röpke, generale tedesco (Solingen, n. 1896 - Gottinga, † 1966)
- Kurt Schmidt, generale tedesco (Francoforte sul Meno, n. 1891 - Aalsmeer, † 1945)
- Kurt Christoph von Schwerin, generale prussiano (Löwitz, n. 1684 - Praga, † 1757)
- Kurt Student, generale tedesco (Birkholz, n. 1890 - Lemgo, † 1978)
- Kurt von Tippelskirch, generale tedesco (Berlino, n. 1891 - Luneburgo, † 1957)
- Kurt Martti Wallenius, generale e politico finlandese (Kuopio, n. 1893 - Helsinki, † 1984)
- Kurt Zeitzler, generale tedesco (Goßmar, n. 1895 - Hohenaschau, † 1963)
- Kurt Bertram von Döring, generale e aviatore tedesco (Ribbekardt, n. 1889 - Medingen, † 1960)

## Ginnasti(2)
- Kurt Stenberg, ginnasta finlandese (n. 1888 - † 1936)
- Kurt Thomas, ginnasta statunitense (Miami, n. 1956 - † 2020)

## Giocatori di baseball(1)
- Kurt Suzuki, giocatore di baseball statunitense (Wailuku, n. 1983)

## Giocatori di football americano(1)
- Kurt Gouveia, ex giocatore di football americano statunitense (Honolulu, n. 1964)

## Giocatori di snooker(1)
- Kurt Maflin, giocatore di snooker inglese (Southwark, n. 1983)

## Giornalisti(3)
- Kurt Caesar, giornalista, fumettista e illustratore tedesco (Montigny-lès-Metz, n. 1908 - Bracciano, † 1974)
- Kurt Eisner, giornalista e politico tedesco (Berlino, n. 1867 - Monaco di Baviera, † 1919)
- Kurt Wilhelm Marek, giornalista e scrittore tedesco (Berlino, n. 1915 - Amburgo, † 1972)

## Giuristi(1)
- Kurt Metzner, giurista, editore e diplomatico tedesco (Halle, n. 1895 - Idar-Oberstein, † 1962)

## Hockeisti su ghiaccio(1)
- Kurt Sucksdorff, hockeista su ghiaccio svedese (Stoccolma, n. 1904 - Stoccolma, † 1960)

## Ingegneri(3)
- Kurt Volmar Berger, ingegnere finlandese (n. 1896 - † 1977)
- Kurt Heinrich Debus, ingegnere tedesco (Francoforte, n. 1908 - Rockledge, † 1983)
- Kurt Tank, ingegnere aeronautico tedesco (Bromberg-Schwedenhöhe, n. 1898 - Monaco di Baviera, † 1983)

## Logici(2)
- Kurt Gödel, logico, matematico e filosofo austriaco (Brno, n. 1906 - Princeton, † 1978)
- Kurt Grelling, logico e filosofo tedesco (Berlino, n. 1886 - Oświęcim, † 1942)

## Lottatori(4)
- Kurt Hornfischer, lottatore tedesco (Gera, n. 1910 - Norimberga, † 1958)
- Kurt Leucht, lottatore tedesco (Norimberga, n. 1903 - Norimberga, † 1974)
- Kurt Pettersén, lottatore svedese (Borås, n. 1916 - Borås, † 1957)
- Roger Tallroth, lottatore svedese (Heby, n. 1960)

## Matematici(3)
- Kurt Friedrichs, matematico tedesco (Kiel, n. 1901 - New Rochelle, † 1982)
- Kurt Hensel, matematico tedesco (Königsberg, n. 1861 - Marburg, † 1941)
- Kurt Reidemeister, matematico tedesco (Braunschweig, n. 1893 - Gottinga, † 1971)

## Medici(1)
- Kurt Heissmeyer, medico e criminale di guerra tedesco (Magdeburgo, n. 1905 - Bautzen, † 1967)

## Militari(11)
- Kurt Becher, militare tedesco (Amburgo, n. 1909 - Brema, † 1995)
- Kurt Eberhard, militare tedesco (Rottweil, n. 1874 - Stoccarda, † 1947)
- Kurt Eimann, militare tedesco (Görlitz, n. 1899 - Wolfsburg, † 1980)
- Kurt Franz, militare tedesco (Düsseldorf, n. 1914 - Wuppertal, † 1998)
- Kurt Gerstein, militare tedesco (Münster, n. 1905 - Parigi, † 1945)
- Kurt Knispel, militare tedesco (Salisfeld, n. 1921 - Urbau, † 1945)
- Kurt Knoblauch, militare tedesco (Marienwerder, n. 1885 - Monaco di Baviera, † 1952)
- Kurt Lischka, militare tedesco (Breslavia, n. 1909 - Brühl, † 1989)
- Kurt Niederhagen, militare e aviatore tedesco (Mettmann, n. 1915 - Portogruaro, † 1944)
- Kurt Salterberg, militare tedesco (Pracht, n. 1923 - Pracht, † 2023)
- Kurt Schupke, militare tedesco (Greitz, n. 1898 - † 1948)

## Modelli(1)
- Kurt Marshall, modello e attore statunitense (Waterville, n. 1965 - Los Angeles, † 1988)

## Multiplisti(2)
- Kurt Bendlin, multiplista tedesco (Maßort, n. 1943 - Paderborn, † 2024)
- Kurt Felix, multiplista grenadino (Saint George's, n. 1988)

## Musicisti(1)
- Kurt Sonnenfeld, musicista e compositore austriaco (Vienna, n. 1921 - Milano, † 1997)

## Neurologi(1)
- Kurt Goldstein, neurologo e psichiatra tedesco (Kattowitz, n. 1878 - New York, † 1965)

## Numismatici(1)
- Kurt Regling, numismatico tedesco (Berlino, n. 1897 - Berlino, † 1935)

## Nuotatori(2)
- Kurt Grote, ex nuotatore statunitense (n. 1973)
- Kurt Krumpholz, ex nuotatore statunitense

## Ostacolisti(1)
- Kurt Couto, ostacolista mozambicano (Maputo, n. 1985)

## Paleontologi(1)
- Kurt Wise, paleontologo e geologo statunitense (n. 1959)

## Pallamanisti(1)
- Kurt Dossin, pallamanista tedesco (Reudnitz, n. 1913 - Bad Kreuznach, † 2004)

## Pallanuotisti(1)
- Kurt Epstein, pallanuotista cecoslovacco (Roudnice nad Labem, n. 1904 - New York, † 1975)

## Pattinatori artistici su ghiaccio(2)
- Kurt Browning, pattinatore artistico su ghiaccio canadese (Rocky Mountain House, n. 1966)
- Kurt Oppelt, pattinatore artistico su ghiaccio austriaco (Vienna, n. 1932 - Orlando, † 2015)

## Pedagogisti(1)
- Kurt Hahn, pedagogista tedesco (n. 1886 - † 1974)

## Pesisti(1)
- Kurt Roberts, pesista statunitense (n. 1988)

## Pianisti(1)
- Kurt Neumüller, pianista e pedagogo austriaco (Salisburgo, n. 1914 - † 1982)

## Piloti automobilistici(3)
- Kurt Adolff, pilota automobilistico tedesco (Stoccarda, n. 1921 - Kreuth am Tegernsee, † 2012)
- Kurt Busch, pilota automobilistico statunitense (Las Vegas, n. 1978)
- Kurt Thiim, pilota automobilistico danese (Vojens, n. 1956)

## Piloti motociclistici(1)
- Kurt Nicoll, pilota motociclistico britannico (Cambridge, n. 1964)

## Pittori(2)
- Kurt Seligmann, pittore svizzero (Basilea, n. 1900 - New York, † 1962)
- Kurt Trampedach, pittore e scultore danese (Hillerød, n. 1943 - Sare, † 2013)

## Poeti(1)
- Kurt Marti, poeta svizzero (Berna, n. 1921 - Berna, † 2017)

## Politici(12)
- Kurt Beck, politico tedesco (Bad Bergzabern, n. 1949)
- Kurt Biedenkopf, politico tedesco (Ludwigshafen am Rhein, n. 1930 - Dresda, † 2021)
- Kurt Furgler, politico svizzero (San Gallo, n. 1924 - San Gallo, † 2008)
- Kurt Hager, politico e giornalista tedesco (Bietigheim-Bissingen, n. 1912 - Berlino, † 1998)
- Kurt Georg Kiesinger, politico tedesco (Ebingen, n. 1904 - Tubinga, † 1988)
- Kurt Ahmed Pascià, politico e militare albanese (Berat, † 1787)
- Kurt Löwenstein, politico e pedagogista tedesco (Bleckede, n. 1885 - Parigi, † 1939)
- Kurt Rosenfeld, politico e avvocato tedesco (Marienwerder, n. 1877 - New York, † 1943)
- Kurt von Schleicher, politico e generale tedesco (Brandeburgo sulla Havel, n. 1882 - Berlino, † 1934)
- Kurt Schrader, politico e veterinario statunitense (Bridgeport, n. 1951)
- Kurt Alois von Schuschnigg, politico austriaco (Riva del Garda, n. 1897 - Mutters, † 1977)
- Kurt Waldheim, politico e diplomatico austriaco (Sankt Andrä-Wördern, n. 1918 - Vienna, † 2007)

## Psichiatri(1)
- Kurt Schneider, psichiatra tedesco (Crailsheim, n. 1887 - Heidelberg, † 1967)

## Psicologi(2)
- Kurt Koffka, psicologo tedesco (Berlino, n. 1886 - Northampton, † 1941)
- Kurt Lewin, psicologo tedesco (Mogilno, n. 1890 - Newtonville, † 1947)

## Registi(3)
- Kurt Hoffmann, regista tedesco (Friburgo in Brisgovia, n. 1910 - Monaco di Baviera, † 2001)
- Kurt Maetzig, regista e sceneggiatore tedesco (Berlino, n. 1911 - Bollewick, † 2012)
- Kurt Neumann, regista tedesco (Norimberga, n. 1908 - Los Angeles, † 1958)

## Scacchisti(1)
- Kurt Richter, scacchista e compositore di scacchi tedesco (Berlino, n. 1900 - Berlino, † 1969)

## Sceneggiatori(3)
- Kurt Luedtke, sceneggiatore statunitense (Grand Rapids, n. 1939 - Royal Oak, † 2020)
- Kurt Sutter, sceneggiatore, produttore televisivo e regista statunitense (Rahway, n. 1960)
- Kurt Wimmer, sceneggiatore e regista statunitense (n. 1964)

## Scenografi(1)
- Kurt Richter, scenografo austriaco (n. 1885 - † 1960)

## Schermidori(1)
- Kurt Ettinger, schermidore austriaco (n. 1901 - Innsbruck, † 1982)

## Sciatori alpini(6)
- Kurt Berthold, ex sciatore alpino austriaco (n. 1950)
- Kurt Engl, ex sciatore alpino austriaco (Schwarzach im Pongau, n. 1979)
- Kurt Engstler, ex sciatore alpino e allenatore di sci alpino austriaco (n. 1949)
- Kurt Pittschieler, ex sciatore alpino italiano (n. 1984)
- Kurt Schnider, ex sciatore alpino svizzero (n. 1946)
- Kurt Sulzenbacher, ex sciatore alpino italiano (San Candido, n. 1976)

## Scienziati(1)
- Kurt Blome, scienziato tedesco (Bielefeld, n. 1894 - Dortmund, † 1969)

## Scrittori(5)
- Kurt Held, scrittore e poeta tedesco (Jena, n. 1897 - Sorengo, † 1969)
- Kurt Hiller, scrittore, giornalista e pacifista tedesco (Berlino, n. 1885 - Amburgo, † 1972)
- Kurt Lanthaler, scrittore italiano (Bolzano, n. 1960)
- Kurt Tucholsky, scrittore, poeta e giornalista tedesco (Berlino, n. 1890 - Göteborg, † 1935)
- Kurt Vonnegut, scrittore statunitense (Indianapolis, n. 1922 - New York, † 2007)

## Scultori(2)
- Kurt Laurenz Metzler, scultore svizzero (Balgach, n. 1941 - Zurigo, † 2024)
- Kurt Schumacher, scultore tedesco (Stoccarda, n. 1905 - Berlino, † 1942)

## Sessuologi(1)
- Kurt Warnekros, sessuologo e ginecologo tedesco (Neustrelitz, n. 1882 - Parigi, † 1949)

## Slittinisti(1)
- Kurt Brugger, ex slittinista italiano (Brunico, n. 1969)

## Sociologi(1)
- Kurt Heinrich Wolff, sociologo tedesco (Darmstadt, n. 1912 - Newton, † 2003)

## Sollevatori(1)
- Kurt Helbig, sollevatore tedesco (Plauen, n. 1901 - Berlino, † 1975)

## Storici(2)
- Kurt Gossweiler, storico e antifascista tedesco (Stoccarda, n. 1917 - Berlino, † 2017)
- Kurt Kersten, storico, scrittore e giornalista tedesco (Wehlheiden, n. 1891 - New York, † 1962)

## Storici dell'architettura(1)
- Kurt W. Forster, storico dell'architettura, storico dell'arte e funzionario svizzero (Zurigo, n. 1935 - New York, † 2024)

## Storici dell'arte(2)
- Kurt Erdmann, storico dell'arte tedesco (Amburgo, n. 1901 - Berlino, † 1964)
- Kurt Weitzmann, storico dell'arte tedesco (Kleinalmerode, n. 1904 - Princeton, † 1993)

## Storici della filosofia(1)
- Kurt Flasch, storico della filosofia e poeta tedesco (Magonza, n. 1930)

## Tennisti(1)
- Kurt Nielsen, tennista danese (Copenaghen, n. 1930 - Copenaghen, † 2011)

## Tenori(2)
- Kurt Baum, tenore tedesco (Praga, n. 1908 - New York, † 1989)
- Kurt Equiluz, tenore austriaco (Vienna, n. 1929 - † 2022)

## Teologi(1)
- Kurt Aland, teologo tedesco (Steglitz, n. 1915 - Münster, † 1994)

## Tuffatori(1)
- Kurt Behrens, tuffatore tedesco (Magdeburgo, n. 1884 - Berlino, † 1928)

## Velisti(1)
- Kurt Bergström, velista svedese (Lidingö, n. 1891 - Jönköping, † 1955)

## Velocisti(2)
- Kurt Doerry, velocista e ostacolista tedesco (Wilhelmshaven, n. 1874 - Berlino, † 1947)
- Kurt Lundquist, velocista svedese (Göteborg, n. 1925 - Göteborg, † 2011)

## Vescovi cattolici(2)
- Kurt Richard Burnette, vescovo cattolico statunitense (Fakenham, n. 1955)
- Kurt Krenn, vescovo cattolico austriaco (Neustift im Mühlkreis, n. 1936 - Gerersdorf, † 2014)

## Wrestler(2)
- Kurt Angle, ex wrestler e ex lottatore statunitense (Mount Lebanon, n. 1968)
- Kasey James, ex wrestler statunitense (Belvidere, n. 1982)

## Senza attività specificata(3)
- Kurt Lindeman, ex pentatleta finlandese (Helsinki, n. 1932)
- Kurt Niederstätter, ex snowboarder italiano (Bressanone, n. 1976)
- Kurt Yaeger, ciclista di BMX, attore e modello statunitense (San Francisco, n. 1977)